# Cmentarz ewangelicko-augsburski w Skoczowie
Cmentarz ewangelicko-augsburski w Skoczowie – nekropolia zlokalizowana w Skoczowie przy ulicy Cieszyńskiej, należąca do Parafii Ewangelicko-Augsburskiej w Skoczowie.

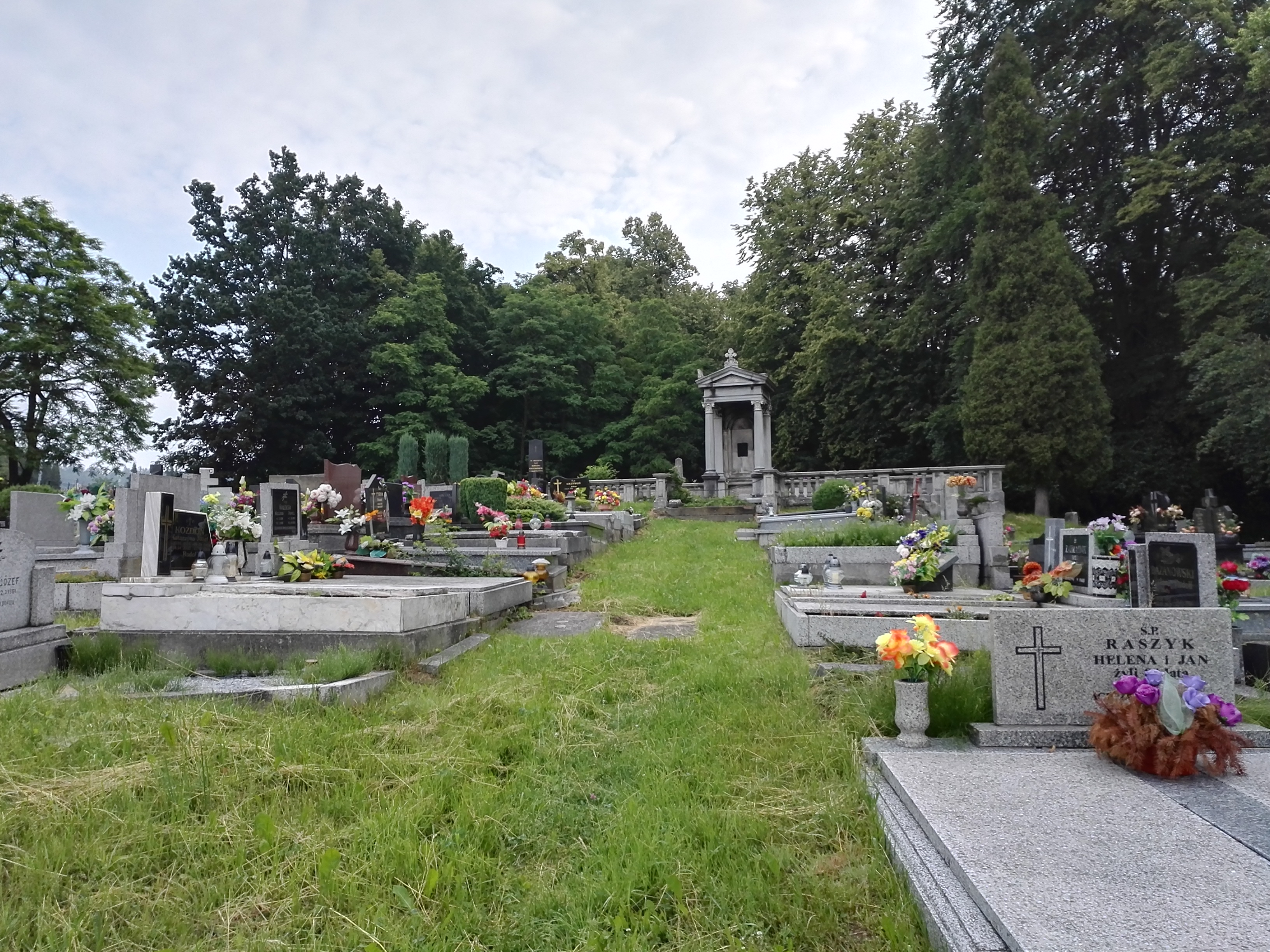
Cmentarz ewangelicko-augsburski w Skoczowie (2018)

Cmentarz powstał w 2 połowie XIX wieku. Ma charakter wyznaniowy.
Na cmentarzu pochowani są m.in.:

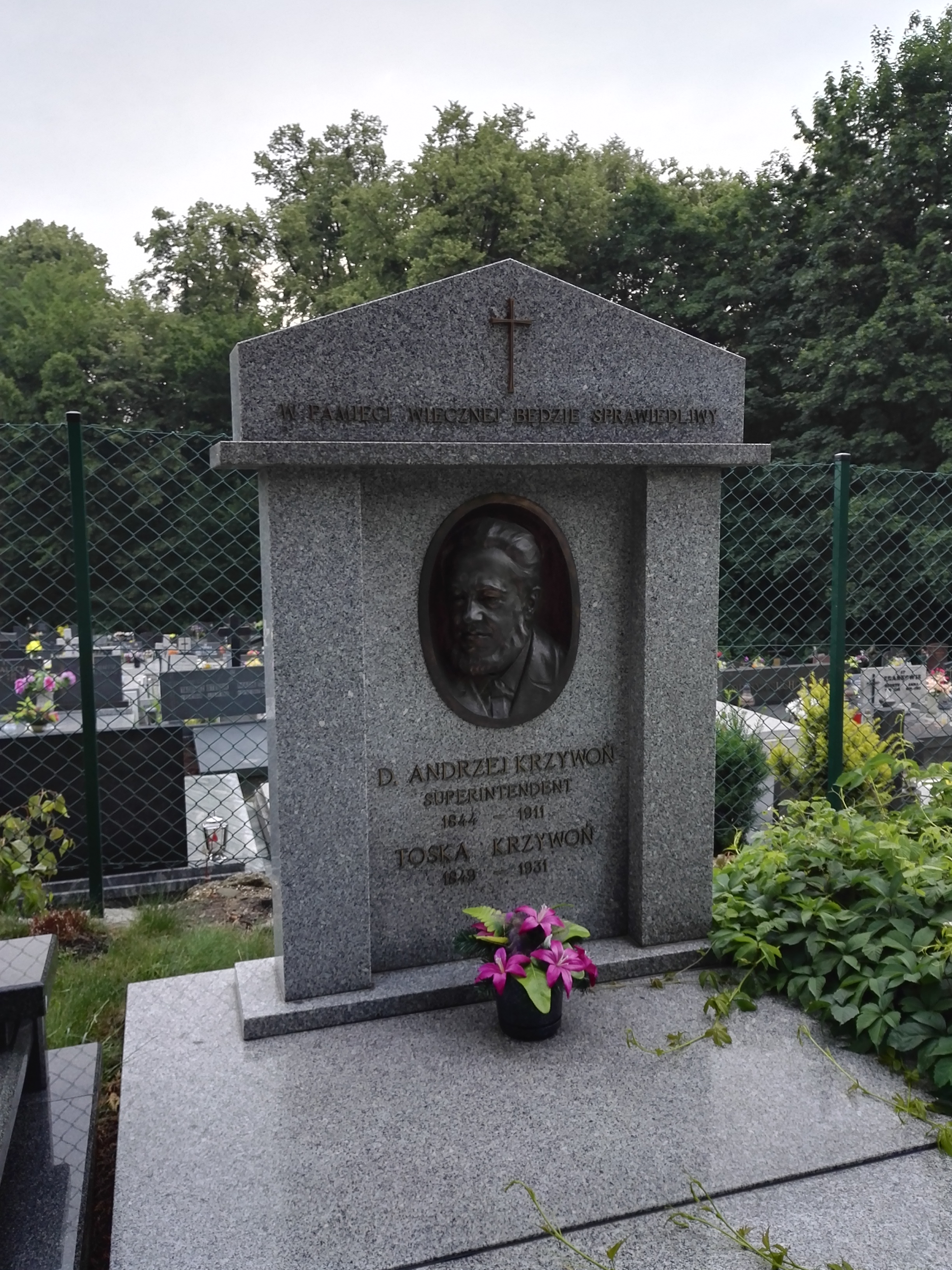
Grób superintendenta ks. Andrzeja Krzywonia (1844–1911)

- Jan Broda (1911–2007) – nauczyciel, śląskocieszyński folklorysta, publicysta i historyk, bibliofil
- Franciszek Kępka (1940–2001) – pilot szybowcowy, pilot samolotowy, instruktor lotniczy, trener polskiej szybowcowej kadry juniorów
- Andrzej Kisza (1922–1996) – adwokat, nauczyciel akademicki Wydziału Prawa Uniwersytetu Wrocławskiego, działacz polityczny w PRL
- ppor. Wacław Klinke  – kawaler Orderu Virtuti Militari
- Andrzej Krzywoń (1844–1911) – duchowny ewangelicko-augsburski, pierwszy pastor parafii w Międzyrzeczu (1868–1889), senior śląski (1888–1909), superintendent morawsko-śląski (1909–1911)[2]
- Paweł Sikora (1912–2002) – antropolog, profesor zwyczajny Uniwersytetu Jagiellońskiego
- Karol Śliwka (1932–2018) – artysta grafik, twórca plakatów, grafik, znaczków pocztowych, opakowań, okładek i znaków firmowych